# Ghoria dirhabdus
Ghoria dirhabdus is een vlinder uit de familie van de spinneruilen (Erebidae). De wetenschappelijke naam van deze soort is voor het eerst voorgesteld als Asura dirhabdus door Lionel Walter Rothschild in een publicatie uit 1916.
De soort komt voor op Sumatra, de Dampier-archipel en de Admiraliteitseilanden.